# 토사카 히로오미
토사카 히로오미(일본어: 登坂 広臣, 1987년 3월 12일 ~ )는 일본의 가수이며, 3대째 J Soul Brothers의 보컬이다.
도쿄도 하무라시 출신. LDH 소속.

## 내력
2010년 2월부터 열린 《VOCAL BATTLE AUDITION 2》에 참가. 파이널까지 남는다. 9월 15일, 최종 라이브 심사에서 이마이치 류지와 함께 합격. 3대째 J Soul Brothers의 보컬로 결정된다. 9월 27일, 《FANTASY 후야제 ~EXILE 혼~》에서 첫 피로된다.
11월 10일, 싱글 〈Best Friend's Girl〉로 데뷔.
2014년, 영화 《핫 로드》로 배우 데뷔.

## 음반

### 싱글
- SUPERMOON(2019년 4월 10일)
- OVERDOSE(2019년 11월 20일)

### 앨범
- FULL MOON(2018년 8월 8일)

### 영상물
- 토사카 히로오미 라이브 투어 2018 "보름달"(2019년 2월 27일)

## 인물
- 초등학교 때부터 고등학교 때까지 계속 축구부 소속이었으며, 중학 시절에는 시의 선발 팀에서 도 대회 베스트 8까지 갔던 경험이 있다. 또 축구 일본 대표인 카키타니 요이치로 선수와는 프로그램에서 공동 출연한 후, 교류가 있어 메일 친구이다[2].
- 쿠보타 이발 미용 전문 학교[3]를 졸업, 전 미용사이다. 그 후, 어패럴 종업원으로 일했다.

## 수상
- 제39회 호치 영화상 신인상 (《핫 로드》)
- 제38회 일본 아카데미상 신인 배우상 (《핫 로드》)
- 제69회 마이니치 영화 콩쿠르 스포니치 그랑프리 신인상 (《핫 로드》)
- 제24화 일본 영화 비평가 대상 신인 남우상 (《핫 로드》)

## 출연

### 영화
- 핫 로드 (2014년, 쇼치쿠) - 하루야마 히로시 역
- 테라스 하우스 클로징 도어 금단의 부음성판 (2015년) - 스튜디오 멤버
- ROAD TO HiGH&LOW (2016년, 쇼치쿠) - 아마미야 히로토 역

### 드라마
- HiGH&LOW~THE STORY OF S.W.O.R.D.~ (2015년 10월 ~ 12월, 닛폰 TV) - 아마미야 히로토 역
  - HiGH&LOW Season2 (2016년 4월 ~ 6월)

### 버라이어티
- EX-LOUNGE (2012년 11월 ~ 2013년 3월, TBS)
- 테라스 하우스 (2013년 4월 ~ 2014년 9월, 후지 TV)

### CM
- KOSÉ 〈adidas skin protection〉 (2012년)
- 모이스트 다이안 〈오일 샴푸〉 (2013년)
- 사만사 타바사 (2014년 ~ )
- 에이스쿡 〈수퍼컵〉 (2014년 ~ )
- 아오야마 상사 양복 아오야마 (2015년)
- 로토 제약 〈로토 지 b〉 (2015년)
- 에자키 글리코 〈포키〉 (2015년)
- 산토리 〈더 몰츠〉 (2015년 9월 ~ )

### 라디오
- Keep On Dreaming (2011년 ~ 2012년, FM 요코하마)

### 라이브
- VBA LIVE TOUR 2012 VOCAL BATTLE STAGE
  - 2012년 2월 29일, 3월 1일 오사카 Zepp OSAKA
  - 2012년 3월 6일, 7일 도쿄 SHIBUYA-AX
- VOCAL BATTLE STAGE 2014[4]
  - 2014년 4월 24일, 25일 도쿄 일본무도관
- elextrox 2016 - 아프로잭의 게스트로 출연
  - 2016년 1월 9일 지바 마쿠하리 멧세